# Gerónimo Bortagaray
Gerónimo Bortagaray Derregibus (Salto, 5 agosto 2000) è un calciatore uruguaiano, difensore del Boston River.

## Carriera
Cresciuto nel settore giovanile dei Montevideo Wanderers, debutta in prima squadra il 26 maggio 2019 in occasione dell'incontro di Primera División Profesional de Uruguay pareggiato 2-2 contro il Plaza Colonia.
Nel 2020 viene prestato al Villa Española per una stagione; con il club giallorosso gioca una stagione da titolare ottenendo la promozione in prima divisione.

## Statistiche

### Presenze e reti nei club
Statistiche aggiornate al 25 ottobre 2021.
| Stagione        | Squadra              | Campionato      | Campionato | Campionato | Coppe nazionali | Coppe nazionali | Coppe nazionali | Coppe continentali | Coppe continentali | Coppe continentali | Altre coppe | Altre coppe | Altre coppe | Totale | Totale |
| Stagione        | Squadra              | Comp            | Pres       | Reti       | Comp            | Pres            | Reti            | Comp               | Pres               | Reti               | Comp        | Pres        | Reti        | Pres   | Reti   |
| --------------- | -------------------- | --------------- | ---------- | ---------- | --------------- | --------------- | --------------- | ------------------ | ------------------ | ------------------ | ----------- | ----------- | ----------- | ------ | ------ |
| 2021            | Montevideo Wanderers | PD              | 1          | 0          |                 | -               | -               | CS                 | 0                  | 0                  |             | -           | -           | 1      | 0      |
| 2020            | Villa Española       | SD              | 22         | 0          |                 | -               | -               |                    | -                  | -                  |             | -           | -           | 22     | 0      |
| 2021            | Montevideo Wanderers | PD              | 4          | 0          |                 | -               | -               | CL                 | 0                  | 0                  |             | -           | -           | 45     | 0      |
| Totale carriera | Totale carriera      | Totale carriera | 27         | 0          |                 | -               | -               |                    | 0                  | 0                  |             | -           | -           | 27     | 0      |